# 扎哈里夫卡 (新特羅伊齊克區)
46°16′11″N 34°18′54″E / 46.26972°N 34.31500°E
扎哈里夫卡（烏克蘭語：Захарівка）是位於烏克蘭南部的村莊，由赫爾松州海尼切斯克區的新特羅伊齊克市鎮負責管轄。該村始建於19117年，面積37.1平方公里，平均海拔高度6米，2001年人口118，人口密度每平方公里3.2人。